# جون هوارد سنكلير
جون هوارد سنكلير هو سياسي كندي، ولد في 27 مايو 1848 في Goshen, Nova Scotia ‏ في كندا، وتوفي في 8 يونيو 1924. نشط حزبياً في الحزب الليبرالي الكندي. وقد انتخب عضو مجلس نواب نوفا سكوشا وانتخب عضو مجلس العموم الكندي.